# Windy City Bulls 2019-2020
La stagione 2019-20 dei Windy City Bulls fu la 4ª nella NBA D-League per la franchigia.
I Windy City Bulls al momento dell'interruzione della stagione a causa della pandemia da COVID-19, erano quinti nella Central Division con un record di 17-26.

## Roster
|    | Naz.                   | Ruolo | Sportivo            | Anno | Alt. | Peso |  |
| -- | ---------------------- | ----- | ------------------- | ---- | ---- | ---- |  |
| 0  | Stati Uniti (bandiera) | GA    | Daniel Dixon        | 1994 | 198  | 95   |  |
| 1  | Stati Uniti (bandiera) | G     | Perrion Callandret  | 1995 | 188  | 82   |  |
| 2  | Stati Uniti (bandiera) | A     | V.J. Beachem        | 1995 | 203  | 91   |  |
| 5  | Stati Uniti (bandiera) | G     | Justin Simon        | 1996 | 193  | 98   |  |
| 6  | Stati Uniti (bandiera) | A     | Keita Bates-Diop    | 1996 | 203  | 107  |  |
| 7  | Stati Uniti (bandiera) | A     | Tre'Darius McCallum | 1995 | 201  | 100  |  |
| 8  | Stati Uniti (bandiera) | A     | Jaron Blossomgame   | 1993 | 198  | 100  |  |
| 10 | Stati Uniti (bandiera) | C     | Bol Bol             | 1999 | 218  | 94   |  |
| 11 | Canada (bandiera)      | C     | Simisola Shittu     | 1999 | 208  | 109  |  |
| 12 | Stati Uniti (bandiera) | A     | Dayon Goodman       | 1994 | 203  | 91   |  |
| 15 | Stati Uniti (bandiera) | GA    | P.J. Dozier         | 1996 | 198  | 93   |  |
| 16 | Francia (bandiera)     | C     | Darel Poirier       | 1997 | 208  | 104  |  |
| 17 | Stati Uniti (bandiera) | A     | Ferrakohn Hall      | 1990 | 203  | 100  |  |
| 20 | Francia (bandiera)     | G     | Adam Mokoka         | 1998 | 196  | 86   |  |
| 22 | Stati Uniti (bandiera) | G     | Thomas Wilder       | 1995 | 191  | 84   |  |
| 28 | Stati Uniti (bandiera) | G     | Max Strus           | 1996 | 196  | 98   |  |
| 35 | Stati Uniti (bandiera) | G     | Milton Doyle        | 1993 | 193  | 82   |  |
|    | Brasile (bandiera)     | AC    | Cristiano Felício   | 1992 | 206  | 127  |  |
|    | Stati Uniti (bandiera) | AC    | Daniel Gafford      | 1998 | 208  | 106  |  |
|    | Stati Uniti (bandiera) | A     | Chandler Hutchison  | 1996 | 201  | 89   |  |
|    | Stati Uniti (bandiera) | GA    | Denzel Valentine    | 1993 | 193  | 100  |  |
|    | Stati Uniti (bandiera) | A     | Jarred Vanderbilt   | 1999 | 206  | 97   |  |

## Staff tecnico
- Allenatore: Damian Cotter
- Vice-allenatori: Henry Domercant, Martin Rančík
- Preparatore atletico: Matt Comer